# Палеоантропологія
Палеоантропологія (дав.-гр. παλαιανθρωπολογία, від дав.-гр. παλαιός — стародавній і дав.-гр. ἄνθρωπος — людина) — розділ фізичної антропології, який вивчає еволюцію гомінід на основі викопних решток.

## Історія

### Підготовчий етап
Шведський систематик Карл Лінней у десятому виданні своїй праці «Система природи» 1758 року вперше помістив людину поряд з приматами, представниками тваринного світу й дав їй видову біномінальну назву латиною — Homo sapiens, але без типового опису. Підвалини науки наприкінці XVIII століття та в першій половині XIX століття заклали французькі природознавці: палеонтолог, прибічник концепції катастрофізму Жорж Леопольд Кюв'є і Жан Батист Ламарк, засновник концепції еволюціонізму. Перша концепція розвивалась в рамах креаціонізму, постулюючи величезну кількість актів творення і таку саме кількість актів знищення творінь глобальними катастрофами. Друга концепція розвивала ідею поступового перетворення одних видів в інші через «тренування» відповідних органів. Розвиток математичної статистики, обрахунку великих чисел, дозволила Чарльзу Дарвіну запропонував інший механізм еволюції видів — через природний добір, тобто виживання більш пристосованих організмів і знищення менш пристосованих. Праця Дарвіна «Походження людини і статевий добір» 1871 року теоретично започаткувала науковий етап дослідження появи та розвитку сучасної людини зі світу тварин, від мавпоподібних предків — антропогенезу. Розпочалися жваві дискусії щодо походження людини й серед пересічних громадян. Німецький природознавець Ернст Генріх Геккель своїми докладними працями з ембріології різних організмів підвів наукове підґрунтя під еволюційні ідеї попередників, розвинув ідеї дарвінізму.

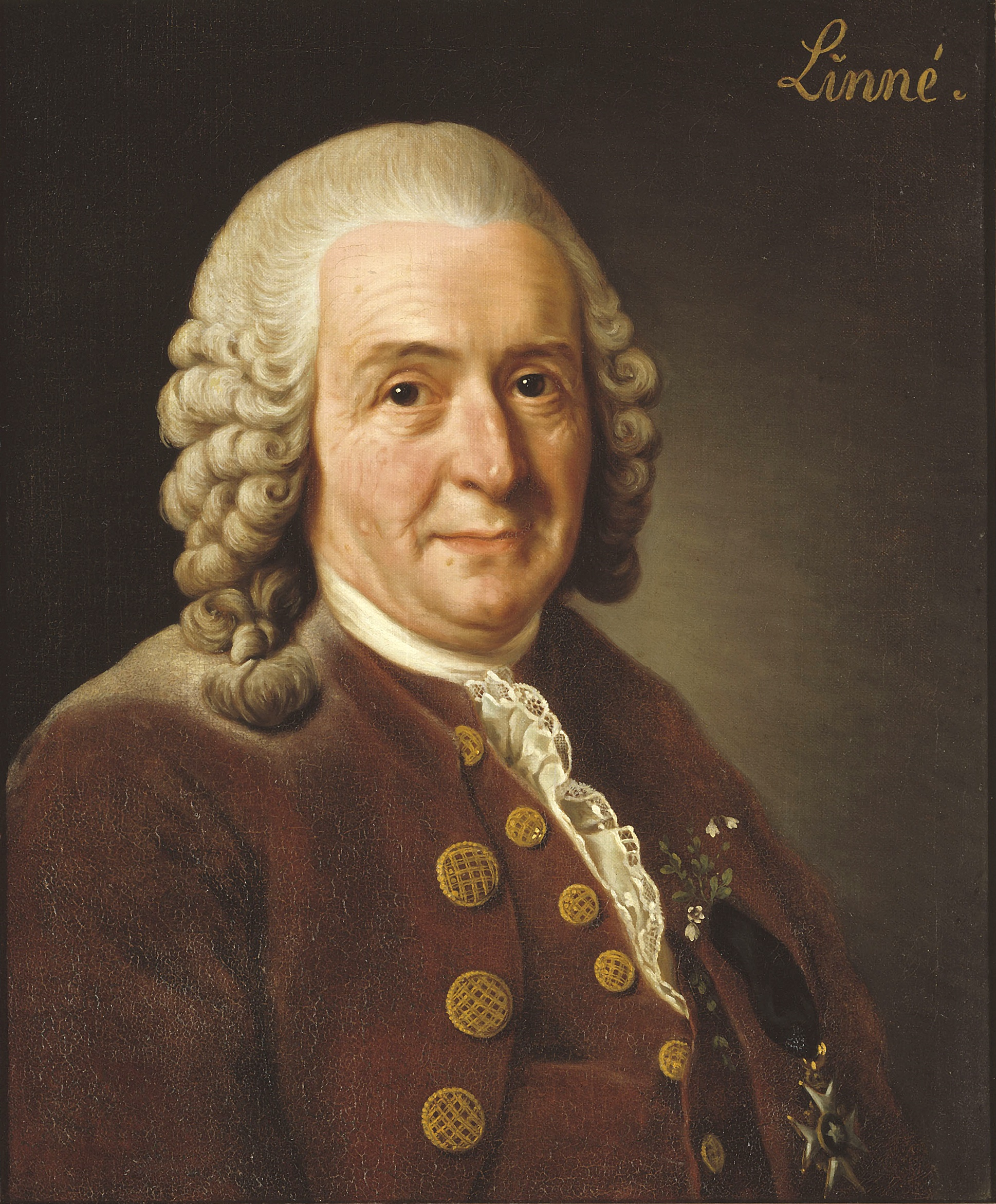
Карл Лінней
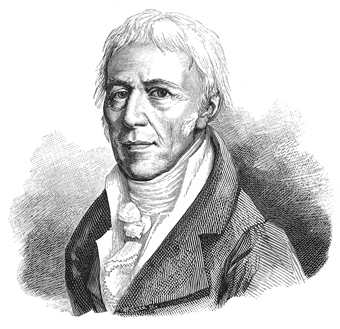
Жан Батист Ламарк
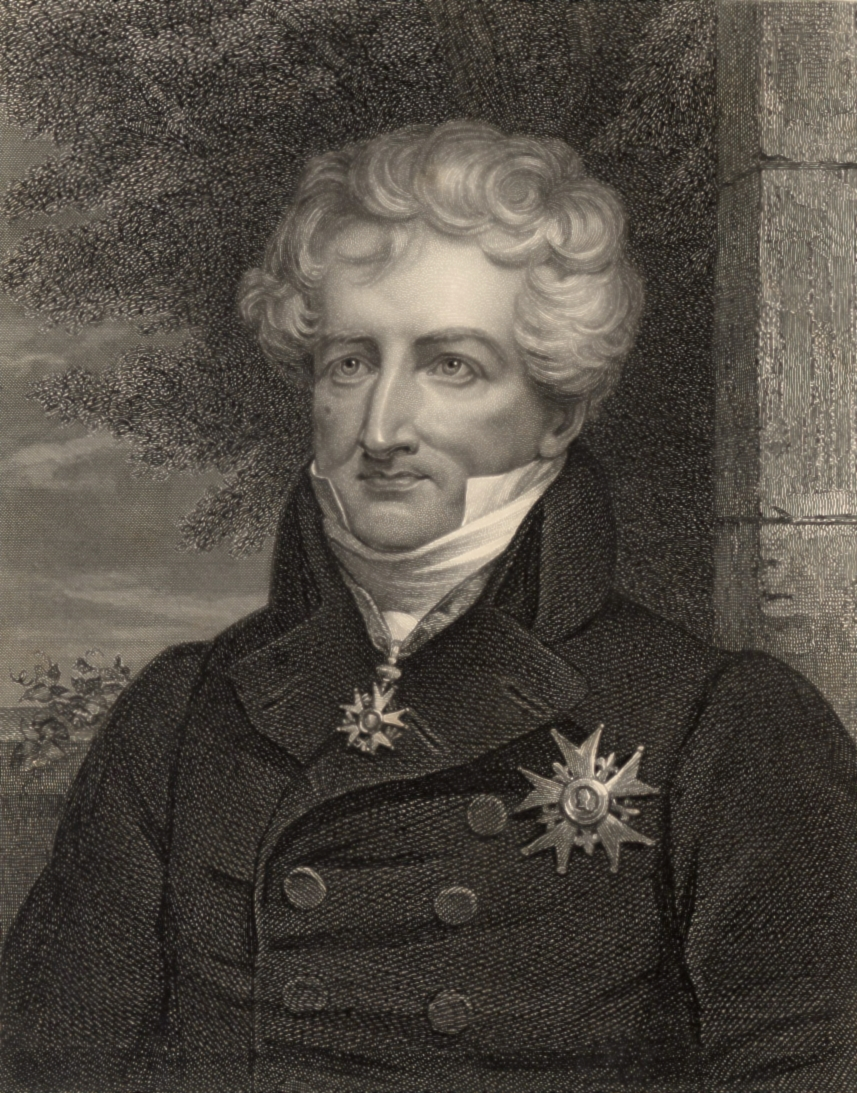
Жорж Леопольд Кюв'є
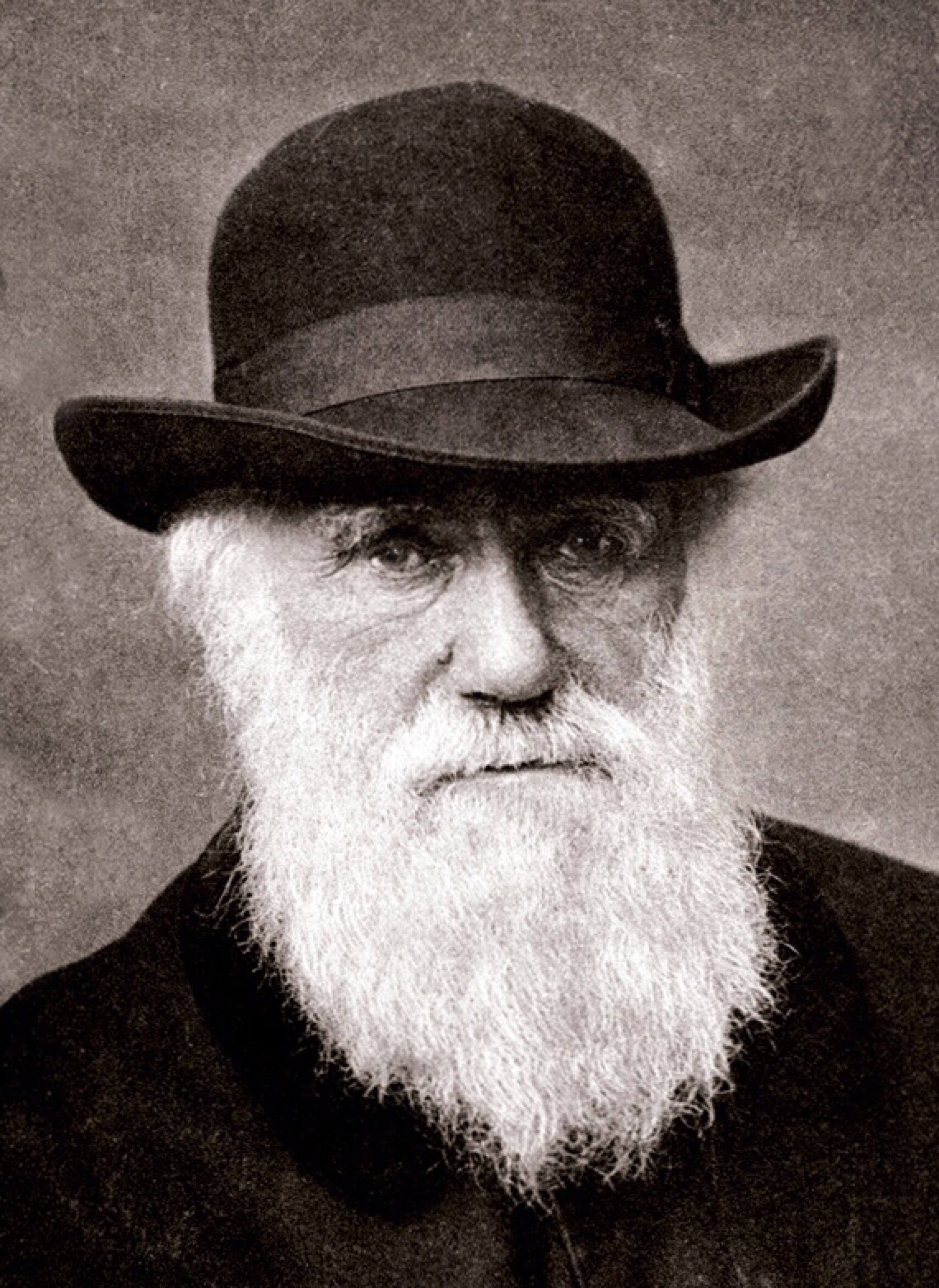
Чарлз Дарвін
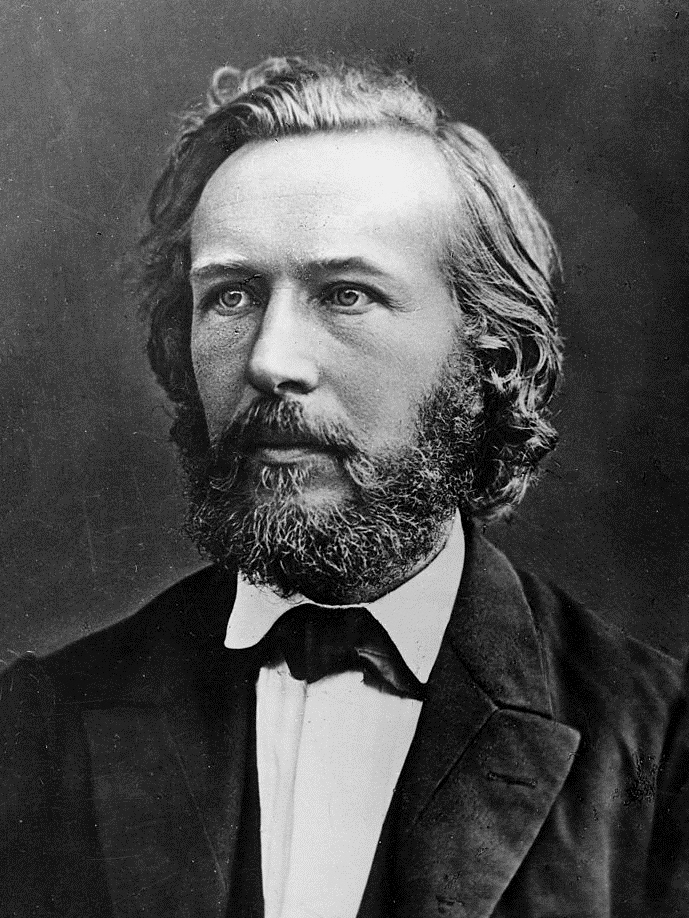
Ернст Генріх Геккель

### Зародження і становлення
Знахідка Карлом Фульроттом 1856 року в долині Неандерталь (біля міста Дюссельдорф, Німеччина) решток первісної людини, та їхній докладний опис Германом Шаафгаузеном як під науковою назвою неандерталець (лат. Homo neanderthalensis), започаткували практичний етап розвитку палеоантропології. Німецький анатом Рудольф Вірхов виступив із критикою цих досліджень, заявивши, що знайдено череп мікроцефала. Ежен Дюбуа, заради доказів теорії походження людини з Азії від спільного з орангутанами і гібонами пращура, вирушив на острів Ява на розкопки на річці Трініль у місцевості Соло. Ці пошуки 1890 року завершились знахідкою решток первісної людини, названою пітекантропом («мавполюдною»). На даний час його розглядають як локальний варіант Homo erectus (поряд з гейдельбергенсисами в Європі та синантропами в Китаї. 1868 року в гроті Кро-Маньйон (Франція) французьким палеонтологом Луї Ларте було знайдено рештки іншої первісної людини. Вони були докладно досліджені Полем Брока та названі за місцем знахідки — кроманьйонцем. Паралельно розвивається палеолітична археологія, досліджуються кам'яні знаряддя праці, печерний живопис (перша знахідка Марселіно Санс Саутуола 1880 року в печері Альтаміра (Іспанія)). Еміль Картальяк увів у науку першу періодизацію серед первісних культур людини.

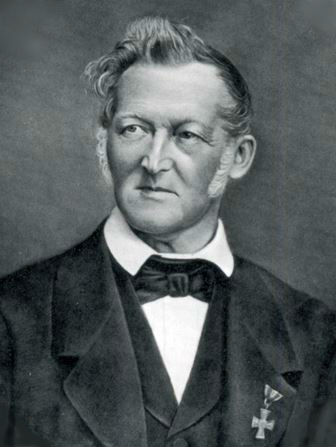
Йоганн Карл Фульротт
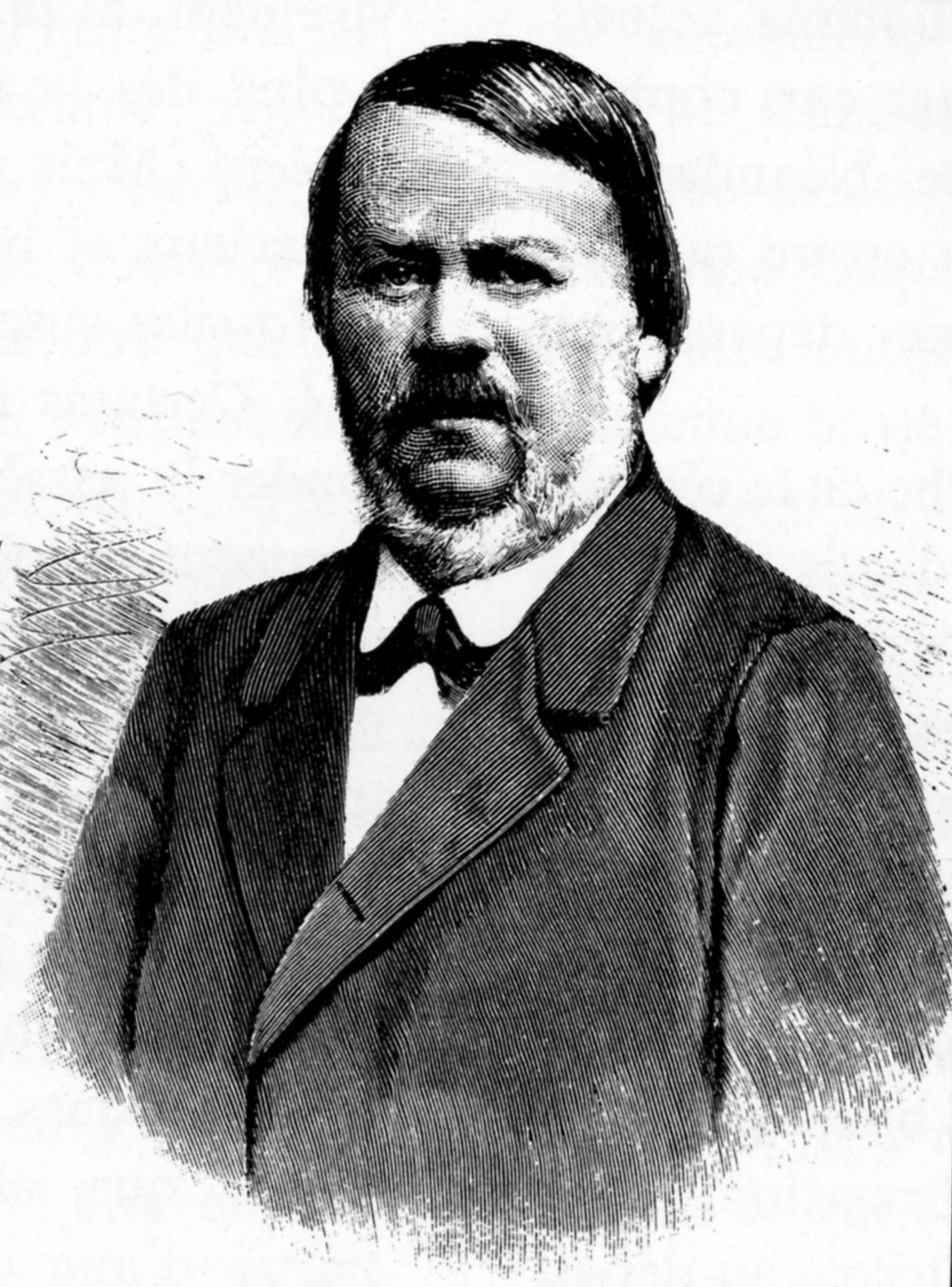
Герман Шаафгаузен
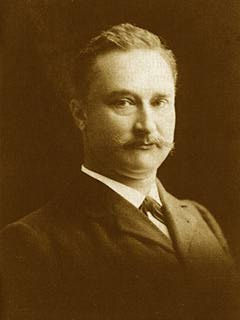
Ежен Дюбуа
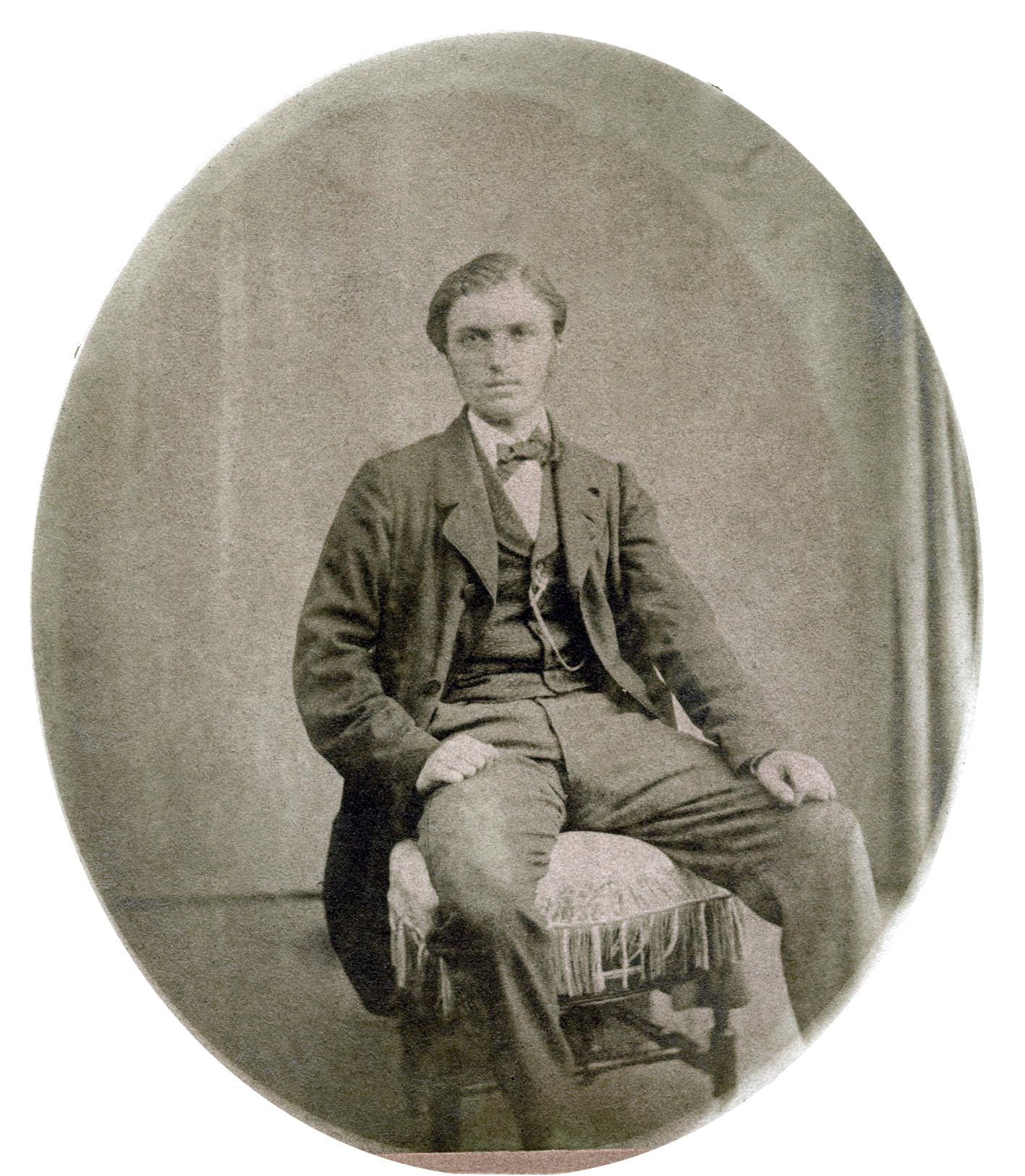
Луї Ларте
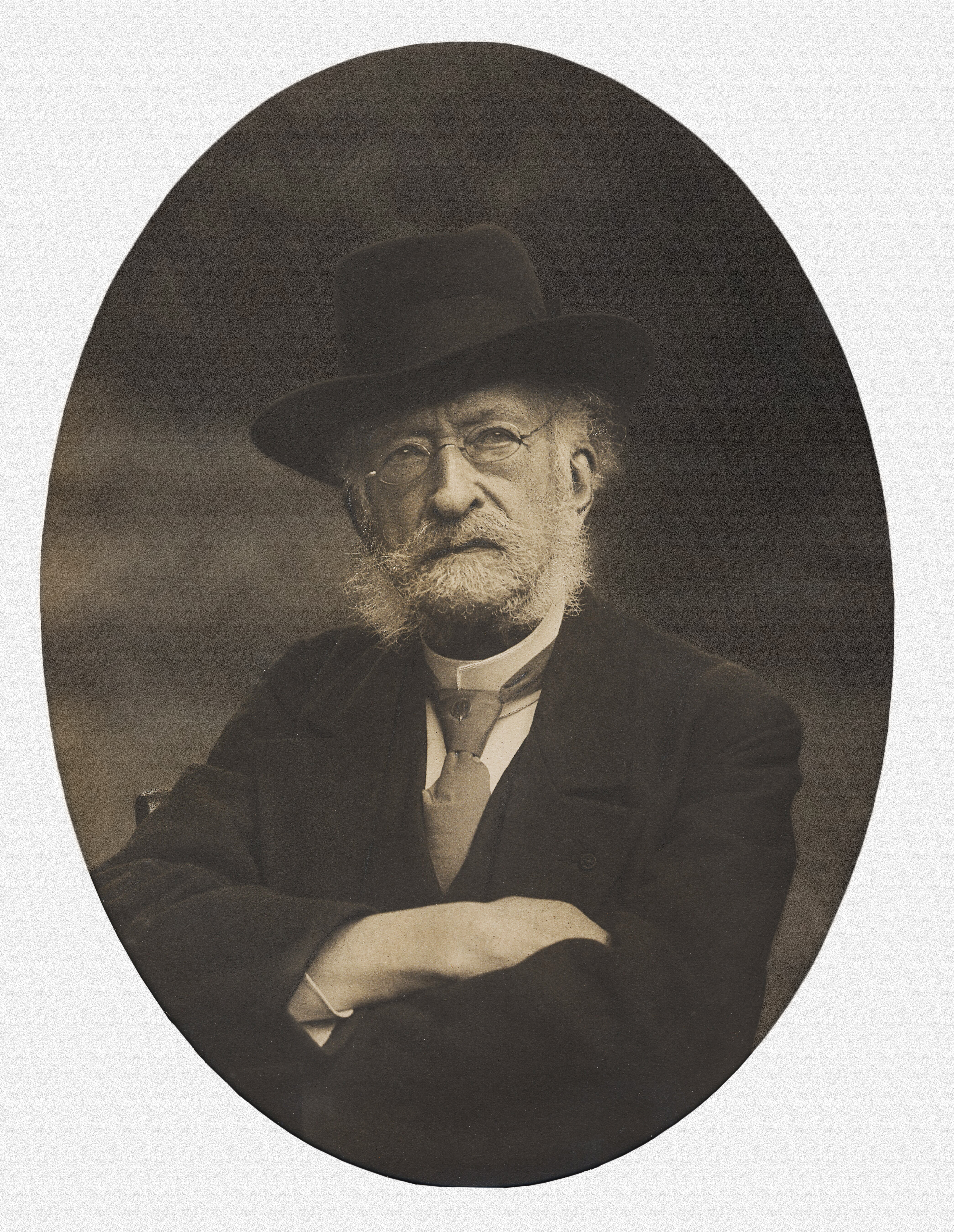
Еміль Картальяк
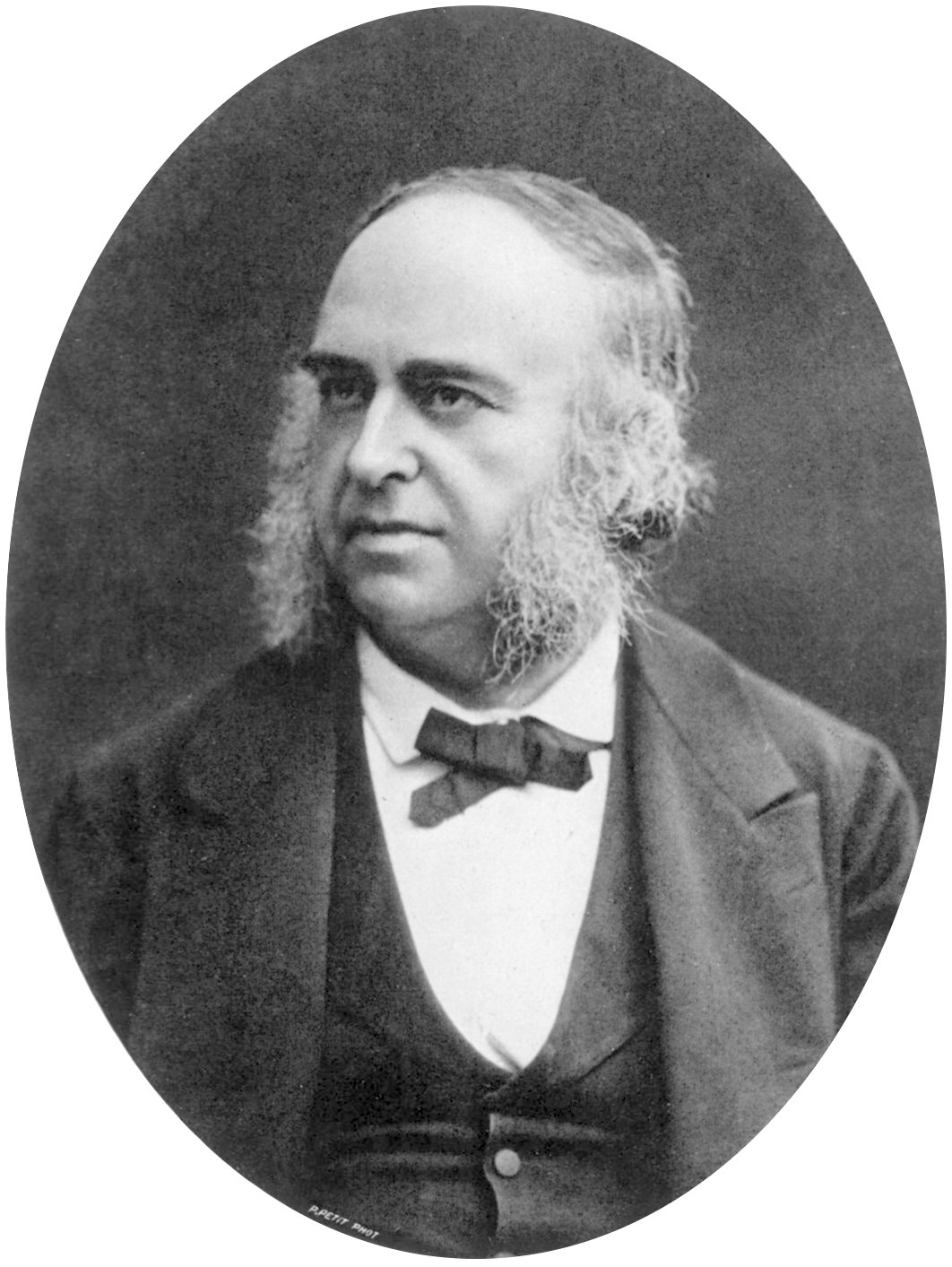
Поль Брока
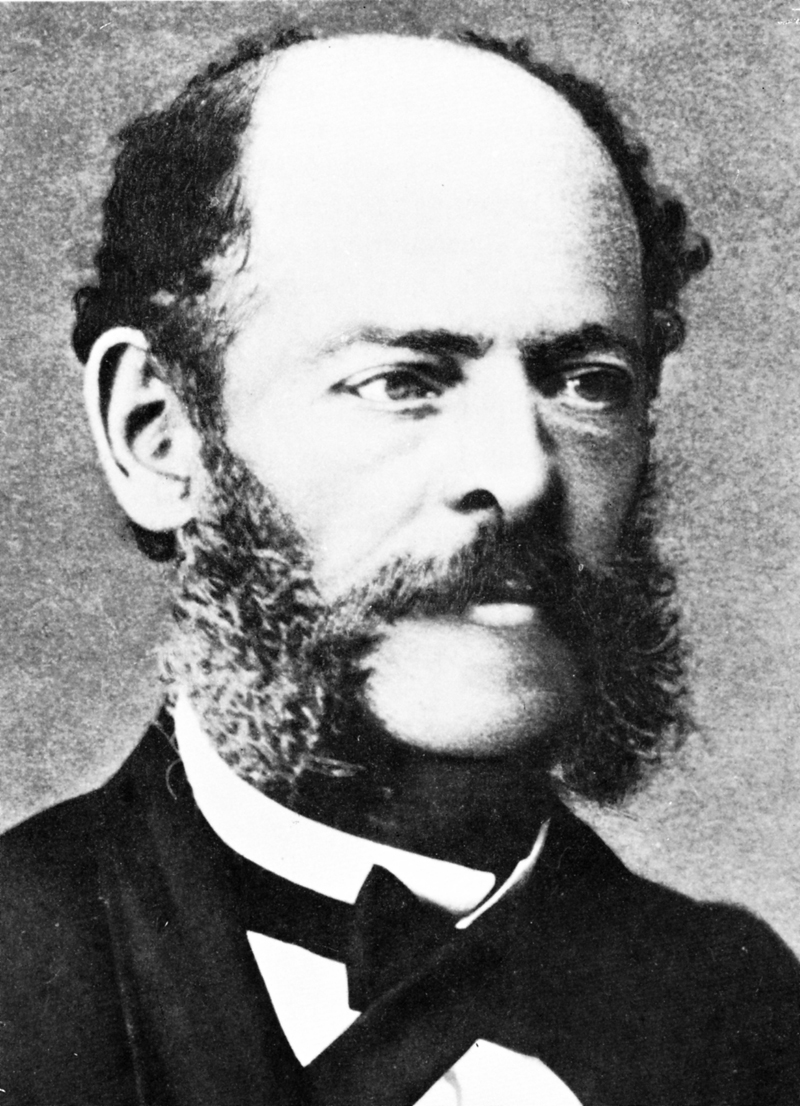
Марселіно Санс Саутуола

### XX століття
Отто Шетензак 1905 року у Гайдельберзі (Німеччина) знайшов щелепу гейдельберзької людини (лат. Homo heidelbergensis). Французький антрополог Марселлен Буль описав рештки неандертальця з Ла-Шапель-о-Сен й 1909 року створив першу реконструкцію зовнішнього вигляду цієї людини. Англійський антрополог Артур Кіт потрапив до історії науки не стільки своїми численними працями, скільки історією із «британською» прабатьківщиною людства та знахідкою 1912 року в Пілтдауні (Східний Сассекс, Велика Британія) підроблених решток пілтдаунської людини (лат. Eoanthropus dawsoni) на її доказ. Підробку було викрито лише 1953 року і до того часу вона здійснила істотний вплив на ранні дослідження еволюції людини, хоча й відразу отримала розгромну критику від провідних антропологів того часу. Одним з головних опонентів був Марселлен Буль. Католицький мислитель і автор праці «Феномен людини» П'єр Тейяр де Шарден брав участь в розкопках разом із автором містифікації, Чарлзом Доусоном. Австралійський антрополог Раймонд Дарт 1924 року в Таунзі (Південна Африка) знайшов перші рештки австралопітека (лат. Australopithecus africanus).

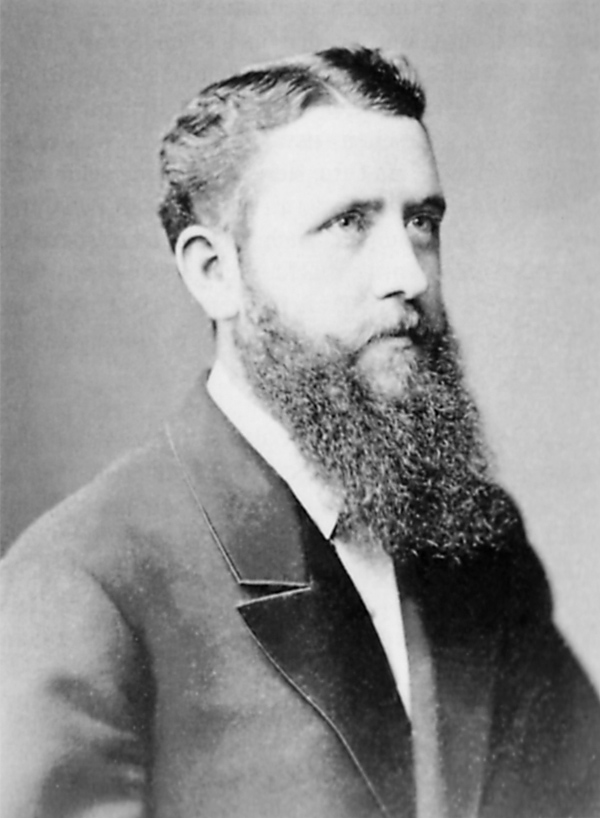
Отто Шетензак
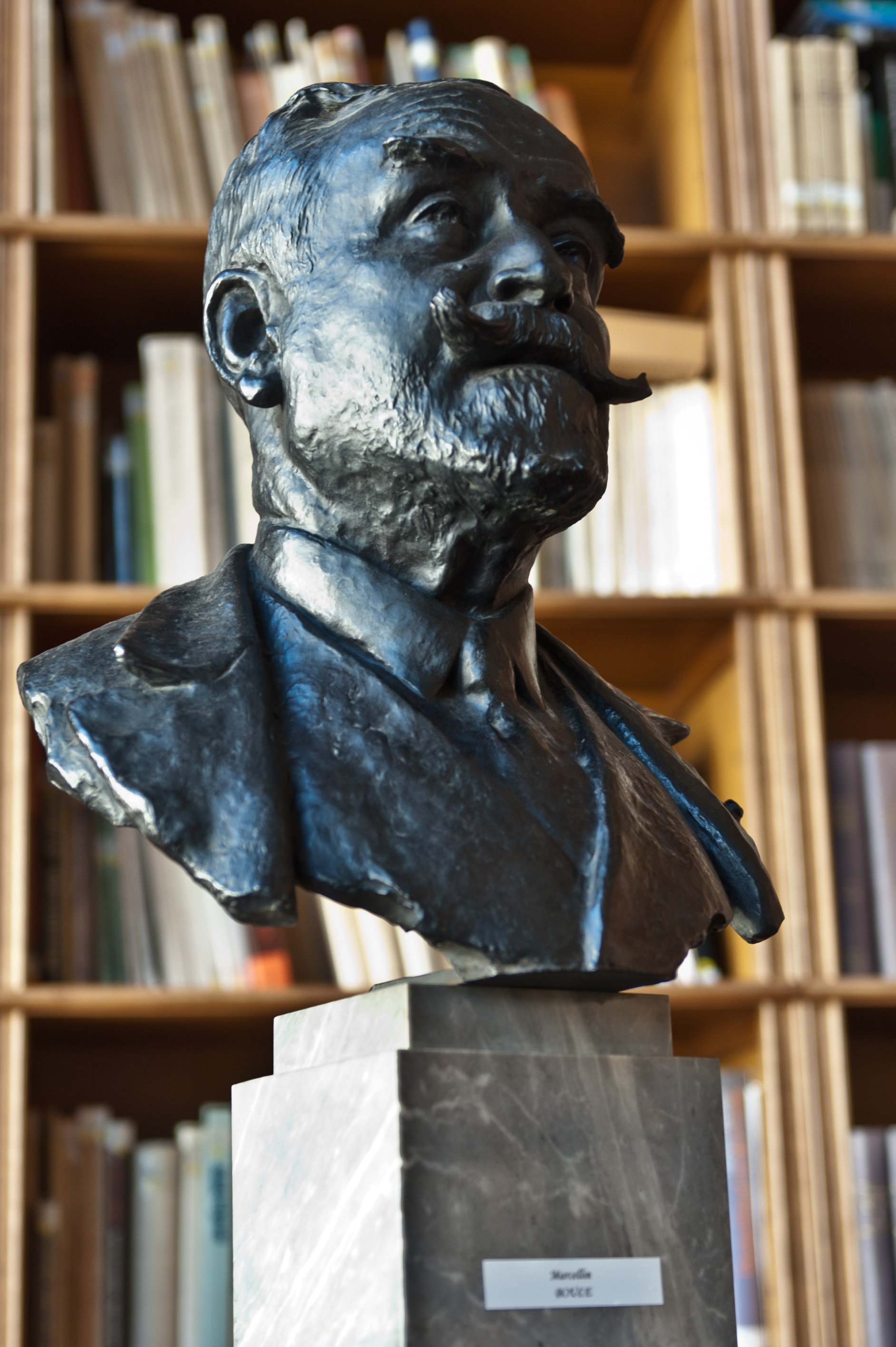
Марселлен Буль
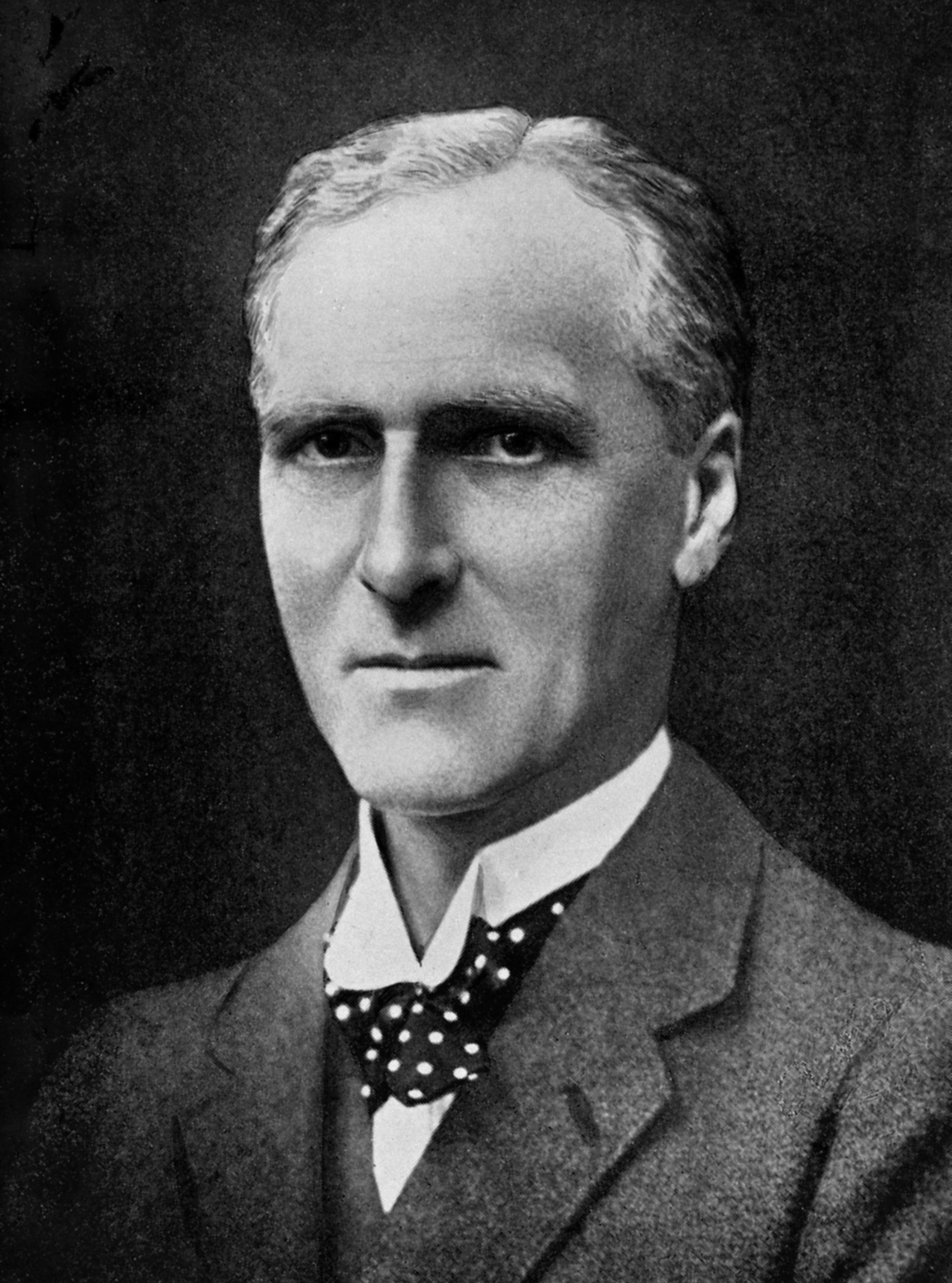
Артур Кіт
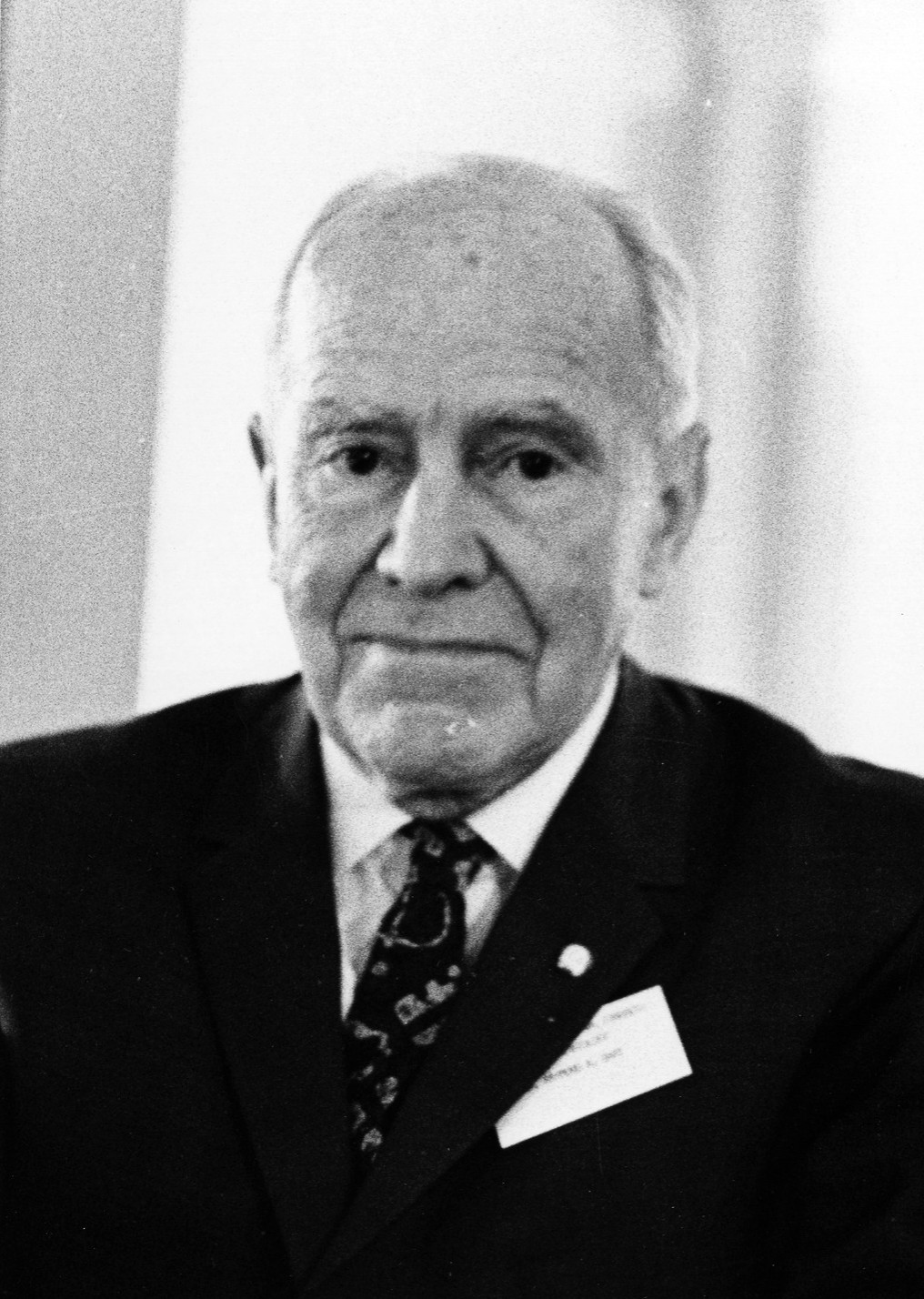
Раймонд Дарт
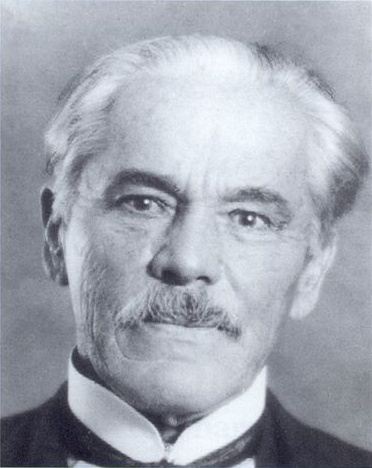
Алеш Грдлічка
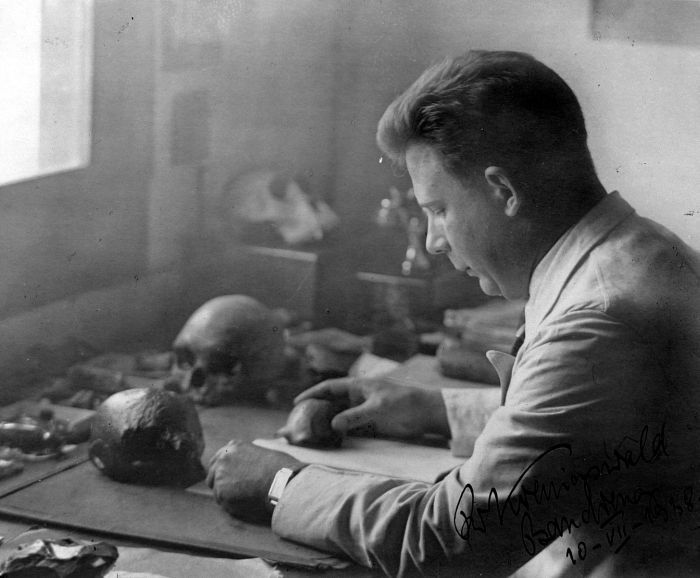
Густав Кенігсвальд
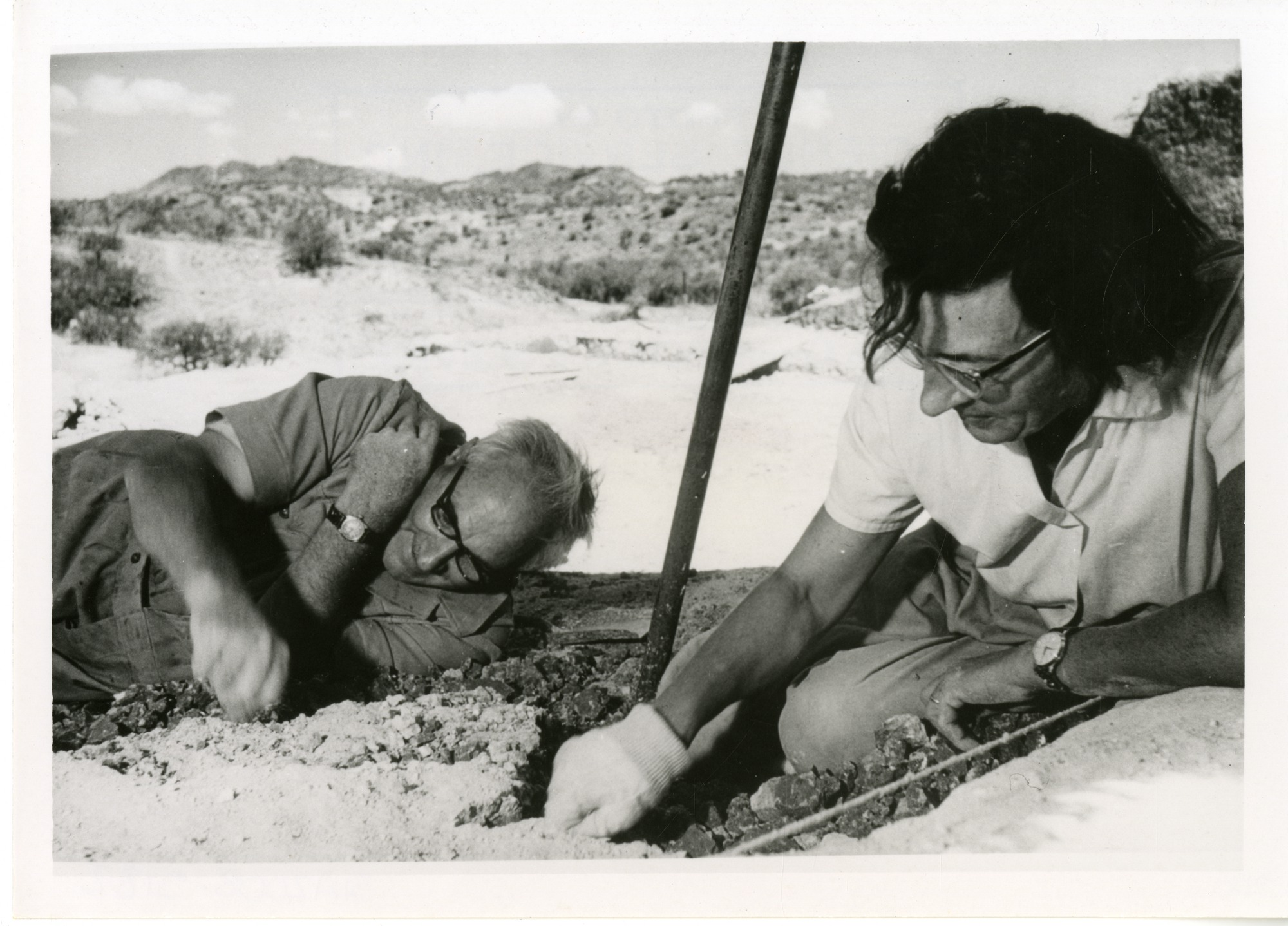
Луїс і Мері Лікі в Олдуваї на розкопках

Чеський антрополог Алеш Грдлічка 1927 року обґрунтував предковість неандертальців відносно неоантропів. Пізніше ці дослідження стали ґрунтом для стадіальної концепції розвитку людини, що широко застосовується як в історичній науці, так і в загальній освіті. Німецький антрополог Франц Вейденрейх, досліджуючи рештки синантропів (лат. Homo erectus pekinensis) у печерах Чжоукоудянь (Китай) у 1930-х роках, розвинув поліцентричну концепцію антропогенезу, тобто появу сучасного людства від різних гілок неоантропів у різних куточках планети. Надалі ця концепція слугувала базою для різних расологічних теорій. Німецький антрополог Густав Кенігсвальд впродовж 1930-1950-х років плідно досліджував рештки пітекантропів та гігантопітеків на Яві. Французький антрополог Анрі Віктор Валлуа досліджуючи неандертальців у Європі, висунув концепцію середньоплейстоценового пресапієнса, одночасного існування більш і менш прогресивних гомінід на одній території. Сучасна наука переносить місце дії пресапієнсів з Європи до Африки. Російський антрополог Віктор Бунак впродовж 1940-1980-х років досліджував рештки первісних людей на теренах Північної Євразії. Михайло Герасимов у 1950-х роках започаткував методику фізіогномічних реконструкцій за кістковими рештками людини. Георгій Дебец започаткував наукові дослідження решток первісної людини в Костенках (Воронезька область) та розробив докладну расову класифікацію сучасної людини. Південноафриканський палеоантрополог Джон Телбот Робінсон у 1950-х роках досліджував рештки австралопітеків у Південній Африці, вперше висунув припущення щодо напрямків міграції палеоантропів з Африки на інші континенти.
На новий щабель розвитку науку підніс радіовуглецевий метод датування викопних решток, що дозволив проводити їхнє абсолютне датування в послідовній хронології людства. Луїс і Мері Лікі знайшли у Східній Африці рештки людини вмілої (лат. Homo habilis), перших первісних людей з навичками виготовлення знарядь праці. Визначний російський антрополог Валерій Алексєєв залишив по собі найбільш докладну збірку всіх палеоморфометричних даних гомінід, уперше описав знайдені родиною Лікі рештки як окремий вид (лат. Homo rudolfiensis). Вероніка Кочеткова визначний палеоневролог 1960-1970-х років досліджувала еволюцію мізків людини, результати праці всього життя викладені в посмертній праці «Палеоневрологія». Яків Рогінський розробив докладну концепцію антропогенезу, синтетично поєднавши всі відомі на той час наукові досягнення. З 1970-х років Дональд Джохансон і Тім Вайт досліджують рештки палеоантропів Ефіопії, австралопітека афарського (лат. Australopithecus africanus), перехідної ланки між австралопітеками й габілісами (Люсі) та ардипітека (лат. Ardipithecus ramidus), раннього гомініда (Арді). Чеський антрополог Емануель Влчек описав велику кількість центральноєвропейських палеоантропологічних знахідок (Пщедмость, Младичі та ін.). Французькі археологи Анрі і Марі де Люмле провели розкопки печери Араго, Терра-Амата і дослідили рештки гейдельберзької людини. Наприкінці XX століття визначними постатями радянської палеонатропології були Всеволод Якимов, Олена Хрисанфова, Олександр Зубов, який зробив фундаментальний вклад в палеоодонтологію, прихільник концепції діцентризму походження людини. Російський антрополог Віталій Харитонов за півстоліття плідної праці описав величезну кількість палеолітичних знахідок Євразії.

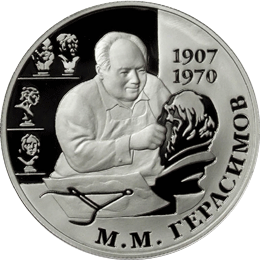
Михайло Герасимов
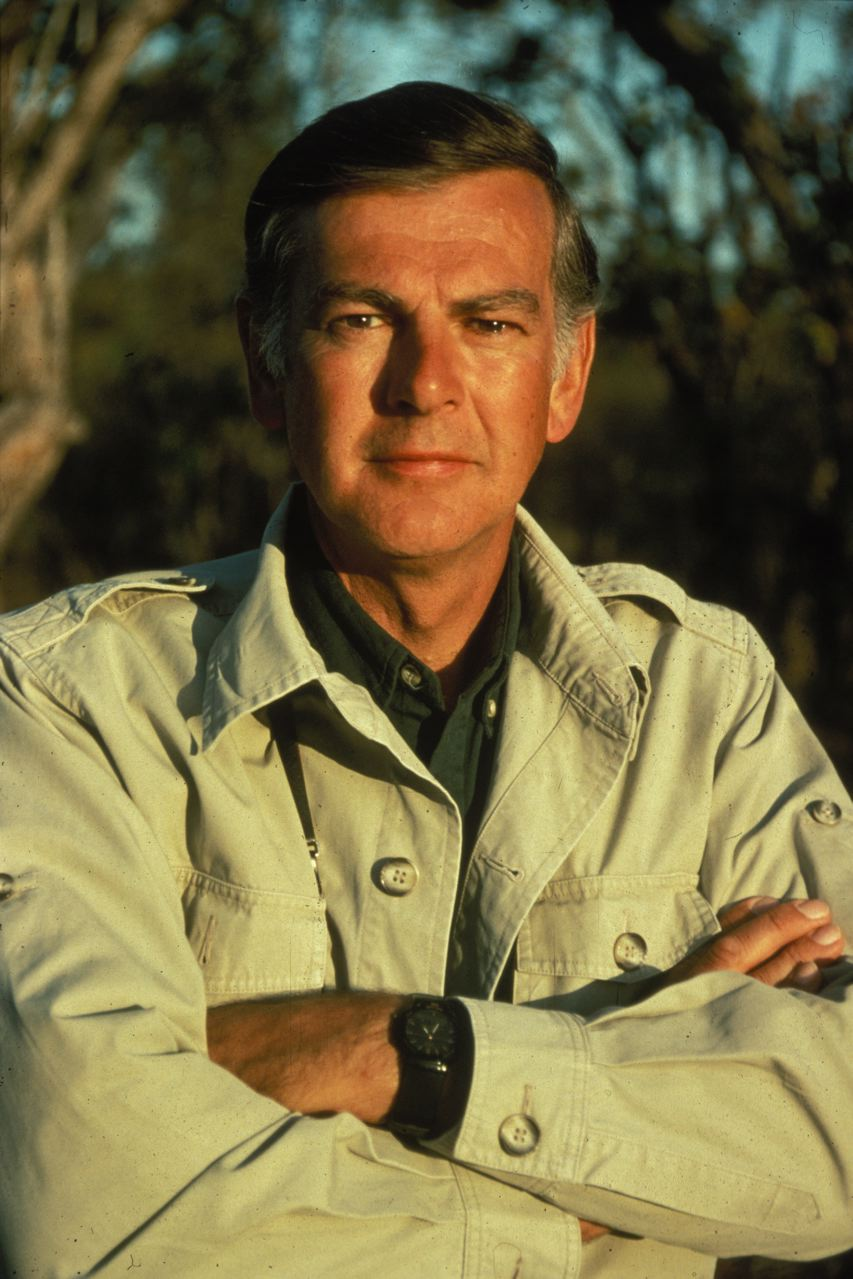
Дональд Джохансон
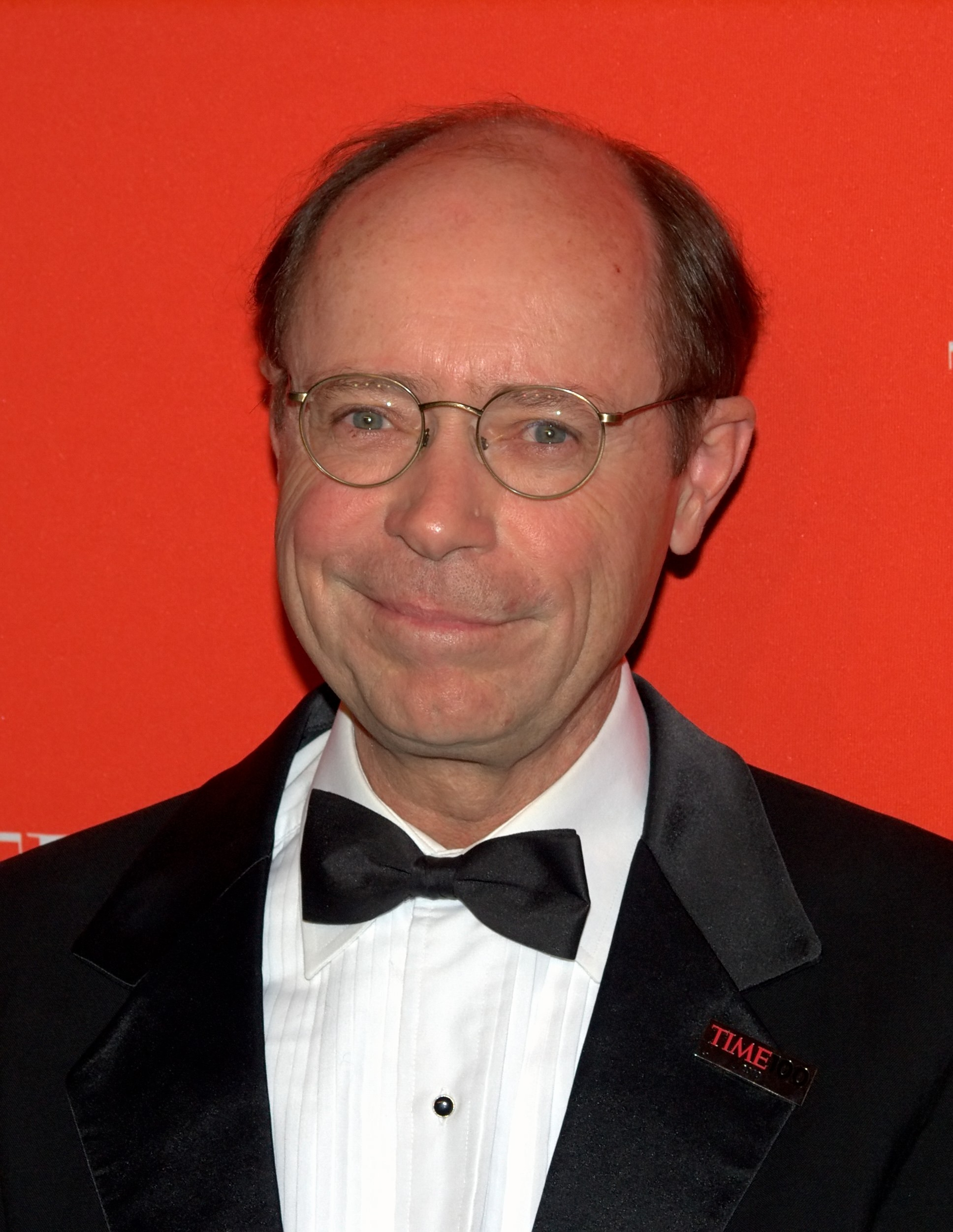
Тім Вайт
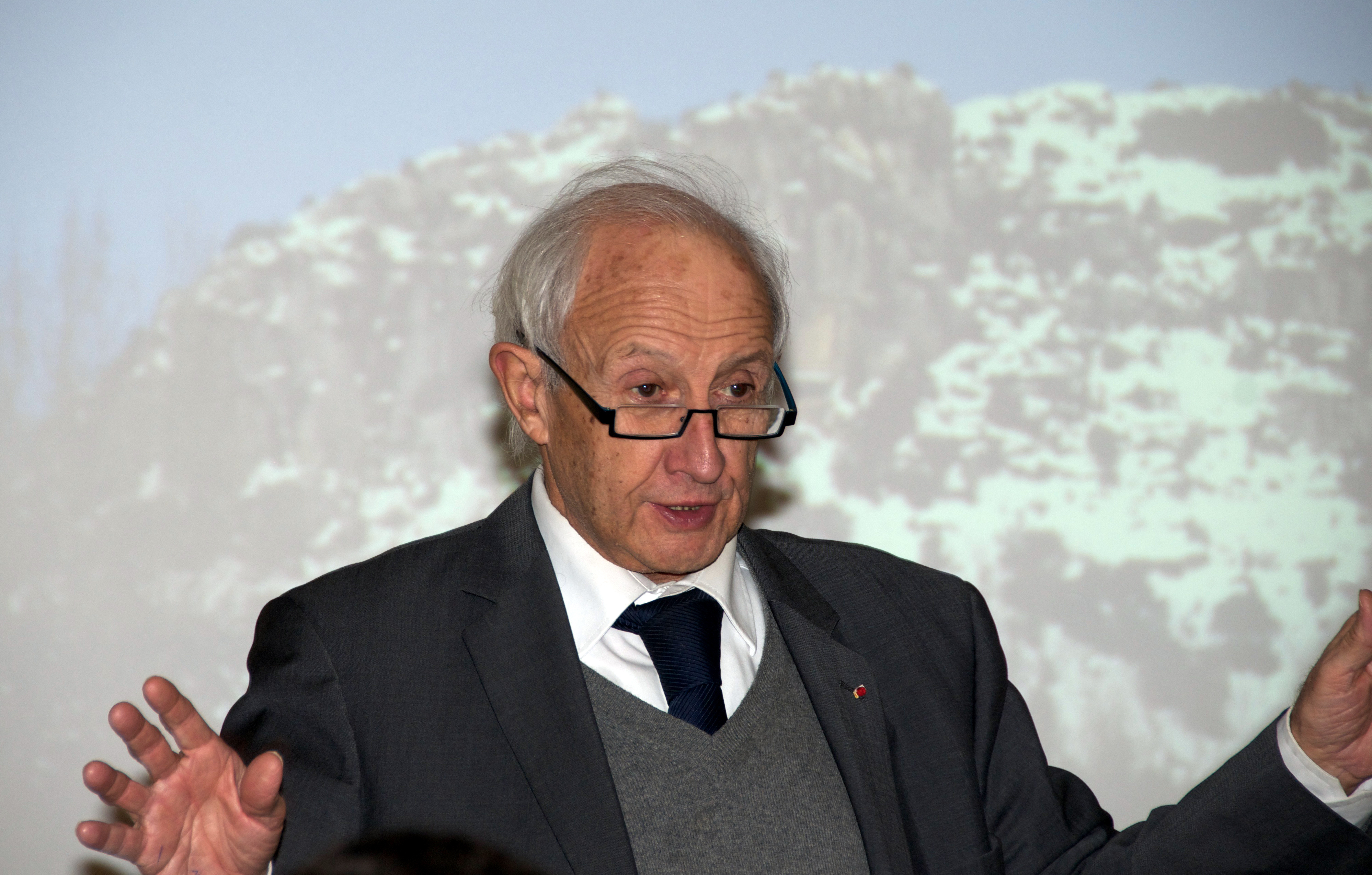
Анрі де Люмле

### XXI століття
Американський антрополог Ерік Тринкаус переописав старі, в Крапині (Хорватія), й брав участь в описі усіх нових знахідок решток неандертальців. Інший американський антрополог Мілфорд Вольпофф дав новий поштовх концепції поліцентризму в антропогенезі, запропонувавши сучасну концепцію мультирегіоналізму. Провідні палеоневрологи сучасності — американці Ральф Гелловей і Дін Фальк. Рональд Кларк — сучасний дослідник південноафриканських австралопітеків. Інший південноафриканський палеоантрополог американського походження, Лі Бергер описав австралопітека седібу (лат. Australopithecus sediba) 2010 і гомо наледі (лат. Homo naledi) 2015 року, новатор у масовому залученні молодих кадрів до науки, 3D-моделюванню викопних решток. Ефіопський палеоантрополог Йоханнес Хайле-Селассіє досліджує палеоантропів Східної Африки, описав декілька видів гомінід. Шведський генетик Сванте Паабо, засновник нового напрямку — палеогенетики, відкрив денисівську людину (лат. Denisova hominin) 2010 року.

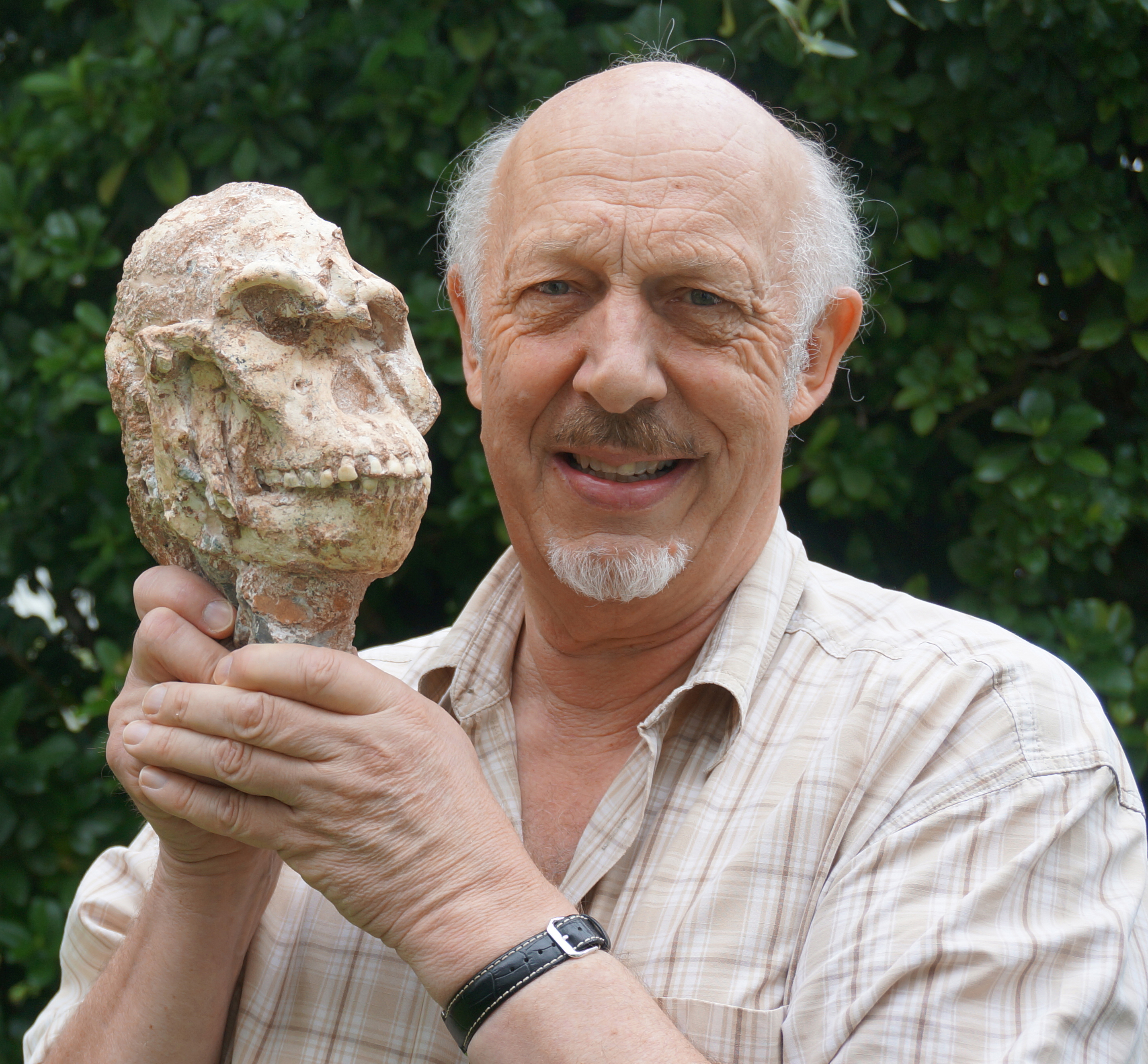
Рон Дж. Кларк
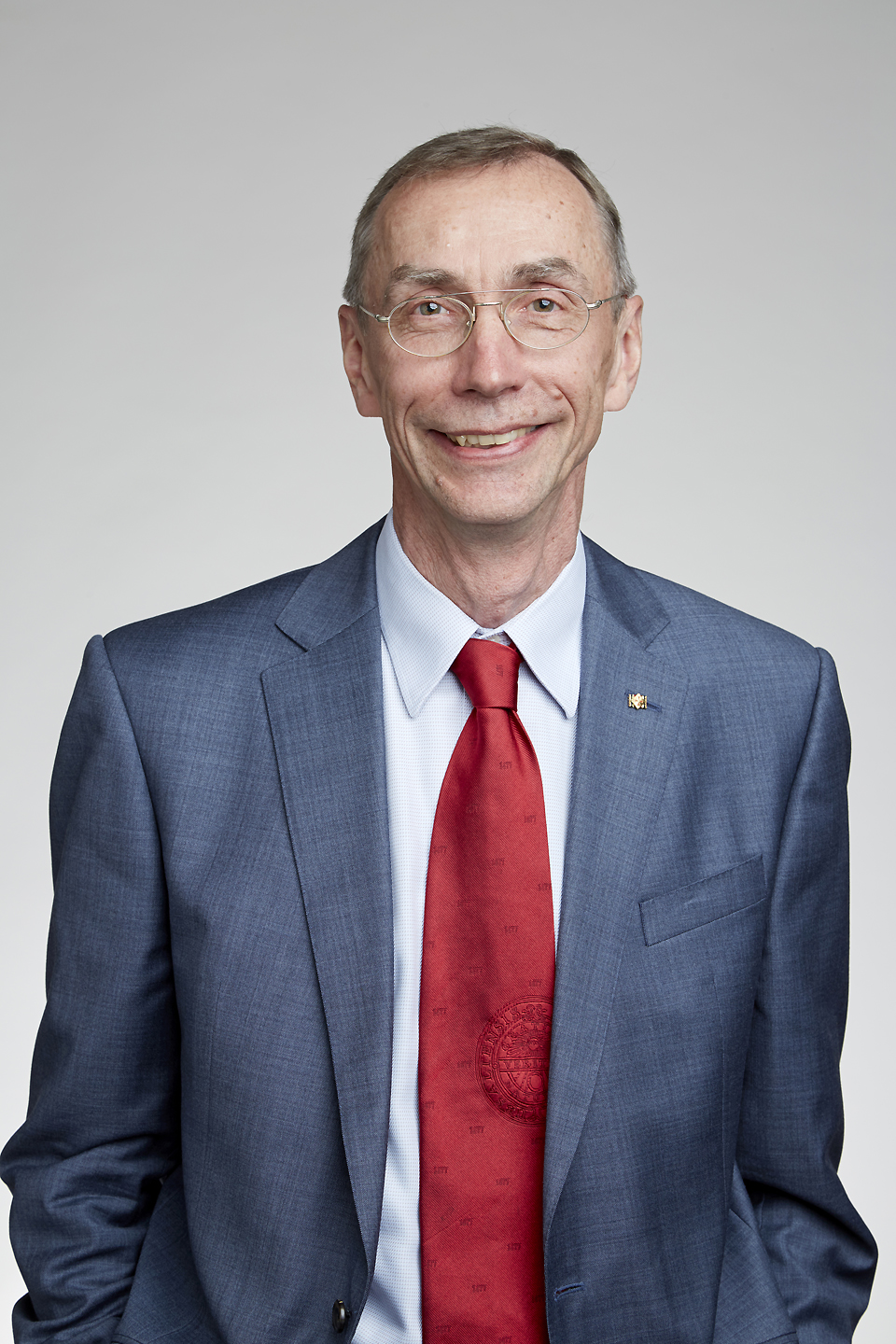
Сванте Паабо
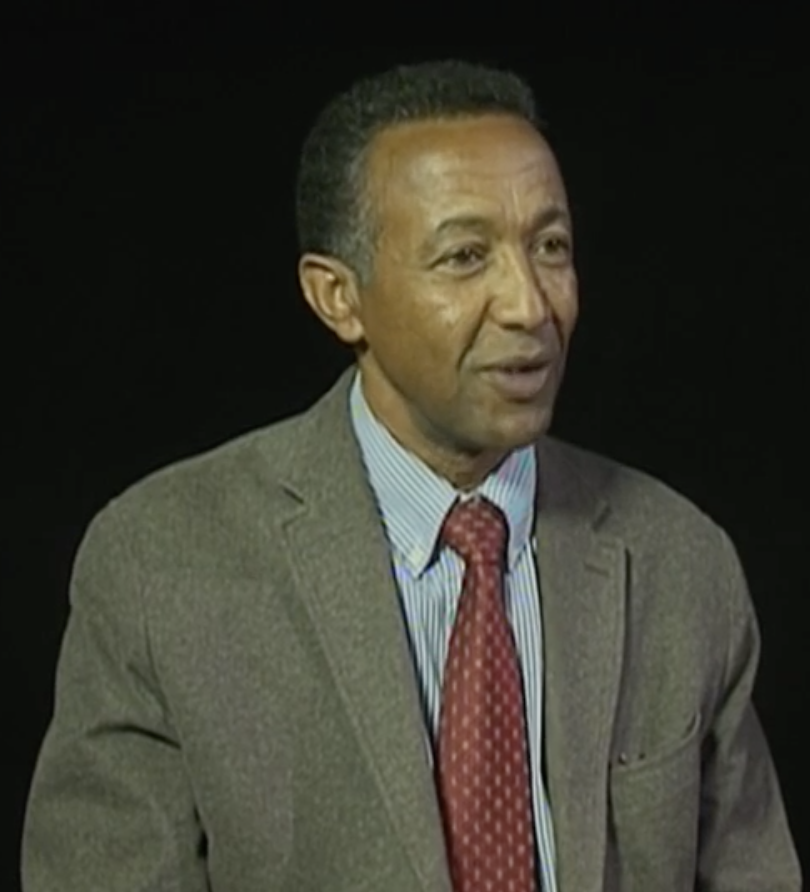
Йоханнес Хайле-Селассіє

## Визначні знахідки

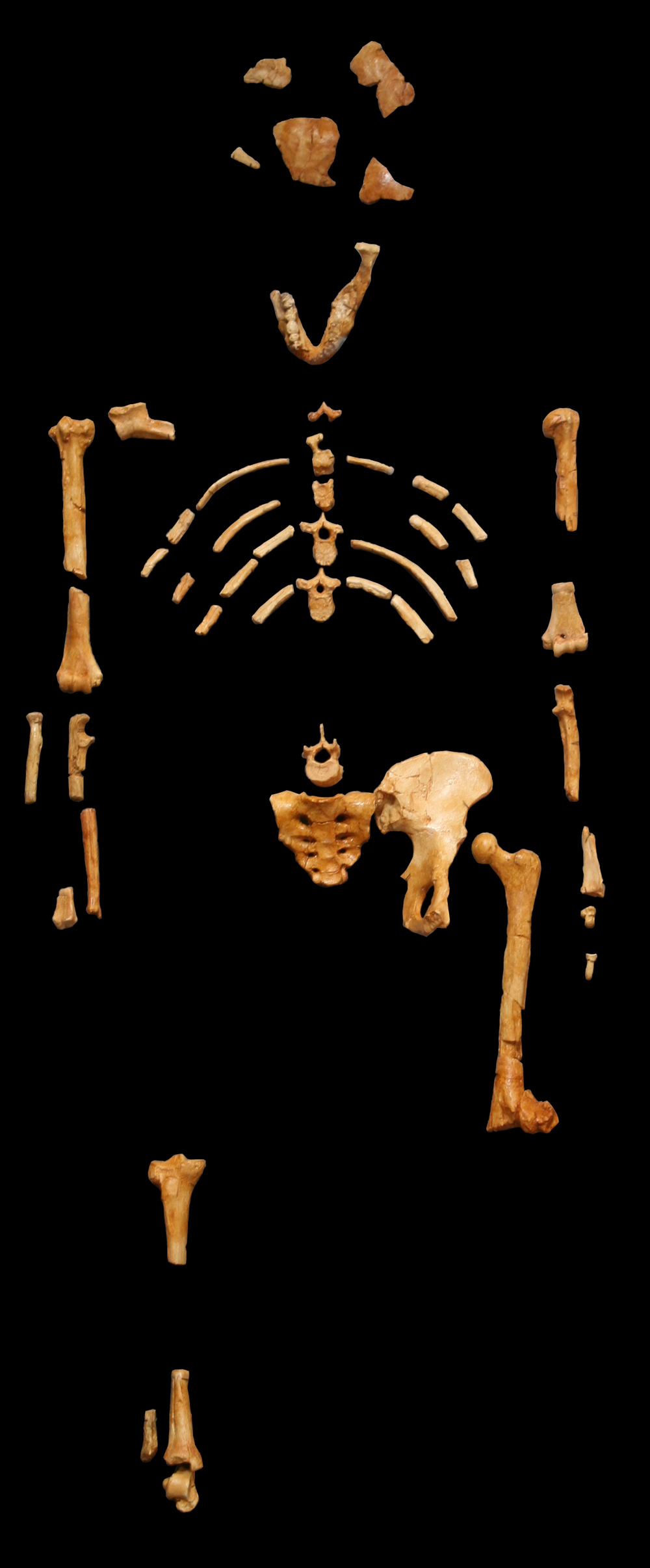
Фрагменти скелету «Люсі»

### Неандерталець
Перші залишки неандертальця (лат. Homo neanderthalensis) були знайдені в 1856 році в печері в долині Неандерталь, біля міста Дюссельдорф в Німеччині. На теренах України відомі дві знахідки кісток неандертальців — печера Кіїк-Коба (Крим, 1929) і ґрот Прийма-1 (Львівська область, 2004). Крім того, в Чернівецькій області відоме поселення неандертальців Молодова-1.

### Гейдельберзька людина
Гейдельберзька людина (лат. Homo heidelbergensis) є європейським різновидом людини прямоходячої і вважається безпосереднім попередником неандертальця. Перша знахідка датується 1907 роком, коли поблизу міста Гайдельберг (Німеччина) було виявлено щелепу, подібну мавп'ячій, але з зубами, схожими на людські.

### Пілтдаунська людина
Пілтдаунська людина (англ. «Piltdown Man», лат. Eoanthropus dawsoni) — одна з найвідоміших археологічних містифікацій XX століття. Кісткові фрагменти (частина черепа та щелепа), виявлені археологом-аматором Чарльзом Доусоном, у 1912 році в гравійному кар'єрі Пілтдауна (Східний Сассекс, Англія) були представлені, як скам'янілі рештки раніше невідомої стародавньої людини.
Підробку було викрито лише 1953 року і вона здійснила істотний вплив на ранні дослідження еволюції людини: зокрема, змусила піти хибним шляхом та дала підтвердження існуючій на той час в наукових колах теорії про те, що першим мав місце розвиток мозку, а після нього розвинулася й щелепа, адаптувавшись до нових видів їжі.

## Ресурси Інтернету
- Вікісховище має мультимедійні дані за темою: Палеоантропологія
- (рос.) Марков А. В. Происхождение и эволюция человека. (доповідь в Інституті біології розвитку РАН 19 березня 2009).
- (рос.) Антропогенез.ру. Портал про еволюцію людини.
- (рос.) Антропология. Збірка літератури з антропології.
- (англ.) Journey of Mankind: Bradshaw Foundation (інтерактивна розповідь про реконструкцію розселення людства планетою Земля; археологічні знахідки, додаткова література).
- Євген Ланюк. 4 versus 1: Скільки було видів давньої людини? // Zbruch, 22.10.2013